# Rolling Hills (Wyoming)
Rolling Hills es un pueblo ubicado en el condado de Converse en el estado estadounidense de Wyoming. En el año 2010 tenía una población de 440 habitantes y una densidad poblacional de 244.44 personas por km².

## Geografía
Rolling Hills se encuentra ubicado en las coordenadas 42°54′12.67″N 105°50′35.81″O / 42.9035194, -105.8432806. Según la Oficina del Censo, la localidad tiene un área total de 1,8 km² (0,7 mi²), de la cual 1,8 km² (0,7 mi²) es tierra y 0 km² (0 mi²) (0.0%) es agua.

### Localidades adyacentes
El siguiente diagrama muestra a las localidades en un radio de 44 kilómetros (27,3 mi) de Rolling Hills.

## Demografía
En el 2000 la renta per cápita promedia del hogar era de $50.625, y el ingreso promedio para una familia era de $47.917. El ingreso per cápita para la localidad era de $21.767. En 2000 los hombres tenían un ingreso per cápita de $39.250 contra $21.250 para las mujeres. Alrededor del 3.50% de la población estaba bajo el umbral de pobreza nacional.